# Beverly Hills 90210 (sæson 1)
Sæson 1 af Beverly Hills 90210, en amerikansk teenage drama tv-serie, begyndte den 4. oktober 1990. Sæsonen sluttede den 9 maj 1991 efter 22 episoder.
Sæsonen blev udgivet på DVD som en seks disk box sæt under titlen  Beverly Hills 90210: The Complete First Season den 7. november 2006 CBS DVD.

## Episoder
| Episode i sæson | Episode i serien | Orignalt episode navn                                 | Dansk episode navn                | Datoen for den amerikanske tv-premiere | Handling | Instrueret af     | Skrevet af                      |
| --------------- | ---------------- | ----------------------------------------------------- | --------------------------------- | -------------------------------------- | --- | ----------------- | ------------------------------- |
| 1. afsnit       | 1. afsnit        | Class of Beverly Hills                                | Beverly Hills klassen             | 4. oktober 1990                        | Da Walsh familien flytter fra Minnesota til Beverly Hills, Californien oplever de en dramatisk kulturchok, da de udsættes for glamour, rigdom og privilegier i deres nye hjemby. Mens forældrene Jim og Cindy forsøger at blive vant til deres nye hurtigere liv, finder tvillingerne Brenda og Brandon ud af, at de studerende på West Beverly High, er helt anderledes end de venner, de efterlod.                                       | Tim Hunter        | Darren Star                     |
| 2. afsnit       | 2. afsnit        | The Green Room                                        | Det grønne rum                    | 11. oktober 1990                       | Brandon for en opgave, hvor han skal skrive om sine erfaringer med at flytte skole. Senere hjælper han en yngre studerende, der er offer for mobning. Da Brandon surfer med Dylan, møder han Sara, som han senere redder da hun er involveret i en surfer-ulykke. I mellemtiden, har Brenda et skænderi med hendes nye venner. | Michael Uno       | David Stenn                     |
| 3. afsnit       | 3. afsnit        | Every Dream Has Its Price (Tag)                       | Enhver drøm har sin pris          | 18. oktober 1990                       | Da Brenda går på shopping med Kelly og Tiffany, er hun chokeret over at erfare Tiffany er en butikstyv, men ikke desto mindre presser Tiffany hende til at opbevare hendes stjålne varer i Brenda hus. Da Brenda og Tiffany senere bliver anholdt for at stjæle, begynder Cindy at tro, at flytningen til Beverly Hills har ændret hendes datter til det værste. I mellemtiden, med hjælp fra Dylan, er Brandon blevet ansat på Peach Pit. | Catlin Adams      | Amy Spies                       |
| 4. afsnit       | 4. afsnit        | The First Time                                        | Den første gang                   | 25. oktober 1990                       | Sheryl, Brandons kæreste fra Minnesota, gør et overraskende besøg i Beverly Hills og opholder sig hos Walsh familien for et par dage. Sheryl flirter med Dylan, der fører til en eksplosiv kamp mellem Brandon og Dylan Brenda udvikler et crush på en af hendes lærere og tilbyder at babysitte for ham. | Bethany Rooney    | Darren Star                     |
| 5. afsnit       | 5. afsnit        | One on One                                            | En og en                          | 1. november 1990                       | Brandon beslutter at prøve basketball holdet og bliver bedt om af Andrea om, at se på rygtet om, at skolen rekrutterer elever fra andre skoler med henblik på at øge deres statistik. Brenda tager kørekort, og ender med at miste Brandon bil, når de forsøger at hente Kelly op fra en dårligt date. | Artie Mandelberg  | Charles Rosin                   |
| 6. afsnit       | 6. afsnit        | Higher Education                                      | Højere uddannelse                 | 15. november 1990                      | Brenda forsøger at indfange Dylan ved at gøre hendes hår blond, men tingene går ikke som planlagt. | Artie Mandelberg  | Jordan Budde                    |
| 7. afsnit       | 7. afsnit        | Perfect Mom                                           | Den perfekte mor                  | 22. november 1990                      | Det er den årlige West Beverly High Fashion Show. Andrea går med Cindy. Kelly ender med at kysse David efter at han giver hende et bånd af showet. Brenda møder Kellys mor, som hun mener er den perfekte mor. Men Kelly bliver ked af det, efter hun opdager at hendes mor tog kokain og drak ved modeshowet. | Bethany Rooney    | Darren Star                     |
| 8. afsnit       | 8. afsnit        | The 17-Year Itch                                      | Den 17-åriges kløe                | 29.november 1990                       | Det er Jim og Cindys 17. års bryllupsdag. Cindys high school kæreste, Glen Evans, kommer til Beverly Hills for at fortælle hende, at han stadig har følelser for hende, der fører dem til at kysse. Da Brandon og Brenda er blevet overbevist om, at Cindy har en affære, taler Kelly med Brenda om skilsmisse. | Jefferson Kibbee  | Amy Spies                       |
| 9. afsnit       | 9. afsnit        | The Gentle Art of Listening                           | Den gode måde at lytte på         | 6. december 1990                       | Dylan taler med Brandon om sex, da en 14-årig er lun på ham, men Brandon er lun på Nina ... indtil han møder hendes mand. David er den næste West Beverly Hill High DJ, til Steve og Donna's ærgrelse. Brenda hjælper igennem den nye teenager-hotline Bonnie gennem en voldtægt. Brenda finder ud af at Kelly mistede sin mødom i 7. klasse.                                                                                              | Dan Attias        | Charles Rosin                   |
| 10. afsnit      | 10. afsnit       | Isn't It Romantic?                                    | Er det ikke romantisk?            | 3. januar 1991                         | Brenda kommer hjem og finder Dylan i badeværelset, hvor hun ser ham i kun et håndklæde. De beslutter at gå ud på en date. Dylan beslutter at tage en aids-test efter at kliken deltager i en aids-seminar på skolen. | Nancy Malone      | Charles Rosin                   |
| 11. afsnit      | 11. afsnit       | B.Y.O.B.                                              | B.Y.O.B.                          | 10. januar 1991                        | Da Donnas forældre rejser til Cabo San Lucas i en uge, holder en fest, hvor Kelly og Steve er hooked i hinanden. Den næste weekend, da Jim og Cindy er ude af byen, holder Brenda en fest, og politiet ender med at give hende et besøg. Brandon bliver anholdt for spirituskørsel. Dylan kommer ham til undsætning, og bringer ham til et AA-møde.                                                                                        | Miles Watkins     | Jordan Budde                    |
| 12. afsnit      | 12. afsnit       | One Man and a Baby                                    | Én mand og en baby                | 24. januar 1991                        | Brandon går på en date med Melissa, en enlig mor, og han lærer "glæderne" ved forælderrollen. Kelly og Brenda deltager i en radio konkurrence, hvor præmien er en tur, hvor de skal prøve faldskærmsudspring. | Burt Brinckerhoff | Amy Spies                       |
| 13. afsnit      | 13. afsnit       | Slumber Party                                         | Pyjamasparty                      | 31. januar 1991                        | Brenda inviterer Kelly, Donna og Andrea over til en pyjamasparty. Da Amanda dukker op, Kellys uhøflig ven, tager tingene en dårlig drejning. Brandon og Steve går ud med to piger, der ender med at stjæle Brandons bil. | Charles Braverman | Darren Star                     |
| 14. afsnit      | 14. afsnit       | East Side Story                                       | Én østkyst historie               | 14. februar 1991                       | Da Jim og Cindy lader Carla, deres tjenestepige datter, bruge deres adresse, så hun kan gå på West Beverly High, begynder Brandon et udvikle et crush på hende. Jim er vært for en fest for sin nye klient, en sportstøjsdesigner. | Dan Attias        | Charles Rosin                   |
| 15. afsnit      | 15. afsnit       | A Fling in Palm Springs (a.k.a. Palm Springs Weekend) | Palm Springs weekend              | 21. februar 1991                       | Da hans bedsteforældre er på et krydstogt, inviterer David Steve, Kelly og Donna til komme over i weekenden til hans bedsteforældres hjem i Palm Springs. Tilbage i Beverly Hills, bliver Brandon venner med en ung dreng, indtil han fanger ham at stjæle. | Jefferson Kibbee  | Jordan Budde                    |
| 16. afsnit      | 16. afsnit       | Fame Is Where You Find It                             | Berømmelse er, hvor du finder det | 28. februar 1991                       | Brandon får chancen for at spille en rolle på en populær tv-serie, hvor han bliver venner med showets største stjerne, Lydia Leeds, der forsøger at få ham en tilbagevendende gæsterolle på serien. Brenda tager over for Brandon på Peach Pit. | Paul Schneider    | Charles Rosin & Karen Rosin     |
| 17. afsnit      | 17. afsnit       | Stand (Up) and Deliver                                | Stå op og levere                  | 7. marts 1991                          | Andrea og Kelly har fået Brandon til at stille op til klassepræsident. Brenda flytter ud af familien Walsh's hjem for at bo med sin nye veninde, Sky, i hendes lille lejlighed. | Burt Brinckerhoff | Amy Spies                       |
| 18. afsnit      | 18. afsnit       | It's Only a Test                                      | Det er kun en test                | 28.marts 1991                          | Steve og Andrea stresser over deres kommende SAT-test og vælger at studere til testen sammen, men de gør ikke en hel masse for at studere. Brenda finder en knude i brystet, og Brandon misser sin SAT-eksamen for at gå med Brenda, for at se resultaterne af biopsi. | Charles Braverman | Darren Star                     |
| 19. afsnit      | 19. afsnit       | April Is the Cruelest Month                           | April er den grummeste måned      | 11. april 1991                         | Steve og Andrea stresser over deres kommende SAT-test og vælger at studere til testen sammen, men de gør ikke en hel masse for at studere. Brenda finder en knude i brystet, og Brandon misser sin SAT-eksamen for at gå med Brenda, for at se resultaterne af biopsi. | Dan Attias        | Steve Wasserman & Jessica Klein |
| 20. afsnit      | 20. afsnit       | Spring Training                                       | Forårstræning                     | 25. april 1991                         | Brandon og Steve træner Jims lille divisionhold, da Jim har ondt ryggen og kan ikke træne. Andrea hjælper Brandon ved at bringe en kvindelig berømthed, for at give en motiverende tale til holdet. | Burt Brinckerhoff | Charles Rosin                   |
| 21. afsnit      | 21. afsnit       | Spring Dance                                          | Forårsbal                         | 2. maj 1991                            | Kelly såre Steve, da hun spørger Brandon om han vil gå med hende. Steve, oprørt over ikke at gå med Kelly, bliver fuld. I mellemtiden, Dylan booker et værelse på hotellet, hvor ballet finder sted, og Brenda beslutter sig for at slutte sig til ham. | Darren Star       | Darren Star                     |
| 22. afsnit      | 22. afsnit       | Home Again                                            | Hjemme igen                       | 9. maj 1991                            | Jim fortæller Brandon og Brenda, at Walsh-familien flytter tilbage til Minneapolis efter at han får et jobtilbud i deres hjemstat. | Charles Braverman | Amy Spies                       |

## Skuespillerne i sæson 1

### Medvirkende
| Skuespiller        | Rolle            |
| ------------------ | ---------------- |
| Jason Priestly     | Brandon Walsh    |
| Shannen Doherty    | Brenda Walsh     |
| Jennie Garth       | Kelly Taylor     |
| Ian Ziering        | Steve Sanders    |
| Gabrielle Carteris | Andrea Zuckerman |
| Luke Perry         | Dylan McKay      |
| Brian Austin Green | David Silver     |
| Douglas Emerson    | Scott Scanlon    |
| Tori Spelling      | Donna Martin     |
| Carol Potter       | Cindy Walsh      |
| James Eckhouse     | Jim Walsh        |

### Tilbagevendende medvirkende
| Skuespiller   | Rolle         |
| ------------- | ------------- |
| Joe E. Tata   | Nat Bussichio |
| Ann Gillespie | Jackie Taylor |